# 天狗四
羅盤座β，又名CD-34 5128，HD 74006、SAO 199490、HR 3438，是羅盤座的一颗恒星，视星等为3.97，位于銀經256.24，銀緯3.9，其B1900.0坐标为赤經8h 36m 11.2s，赤緯-34° 3.9′ 12″。